# ليندسي رايت
ليندسي رايت (بالإنجليزية: Lindsey Wright)‏ هي لاعبة غولف أمريكية، ولدت في 31 ديسمبر 1979 في رويال تونبريدج ولز ‏ في المملكة المتحدة.

## وصلات خارجية
- الموقع الرسمي
- ليندسي رايت على موقع رابطة لاعبات الغولف المحترفات (الإنجليزية)
- ليندسي رايت على موقع رابطة أوروبا للاعبات الغولف المحترفات (الإنجليزية)